# حسيبة موساوي
حسيبة موساوي (23 مايو 1973 -) هي قاصة وروائية جزائرية.

## حياتها ومسيرتها
من مواليد 23 مايو 1973م، تخرجت في كلية الحقوق والعلوم السياسية جامعة الجزائر متحصلة على شهادة ليسانس حقوق وعلوم سياسية، شهادة الكفاءة المهنية محاماة بالإضافة إلى كونها خريجة الاعلام الألي فرع برمجة وتسيير. اشتغلت بالصحافة منذ سنوات وهي الآن مسيرة دار الروائع بسطيف، عضو «رابطة أهل القلم». ساهمت في اثراء الكثير من الجرائد المحلية والدولية، كتبت القصة القصيرة والرواية، كما كتبت للطفل. نالت العديد من الجوائز المحلية.

## أعمالها
من إنتاجها الأدبي:
- لغة الحجر مجموعة قصصية،
- حلم على الضفاف رواية.[4]
- مغامرة الأشبال قصة للأطفال[5]
- الكنز العجيب قصة للأطفال
- نزيف الذاكرة (رواية)
- جديلة للقمر (مجموعة قصصية)،
- قصص أطفال.